# Sympiesis saintpierrei
Sympiesis saintpierrei är en stekelart som först beskrevs av Girault 1913.  Sympiesis saintpierrei ingår i släktet Sympiesis och familjen finglanssteklar. Inga underarter finns listade i Catalogue of Life.